# Язия
Язия (на гръцки: Βοσκοτόπι, Воскотопи, до 1969 година Γιάζα, Яза, Γιάζια, Язия) е бивше село в Егейска Македония, Гърция, на територията на дем Костур, област Западна Македония.

## География
Селото се намирало високо в планината Саракина, на западния бряг на река Язовино, приток на Порос.

## История
В XVIII век Язия (на гръцки язове) е едно от няколкото малки скотовъдни селца, разпръснати из Саракина. Жителите му са подложени на тормоз от турци разбойници и се изселват в Горенци, Куманичево и Чурилово, но част и в Лошница – фамилията Дяфис, като завещават земите си на Чуриловския манастир – по-късния чифлик Кукуфика.